# Himmel und Huhn
Himmel und Huhn ist ein US-amerikanischer, computeranimierter Kinofilm des Regisseurs Mark Dindal aus dem Jahr 2005 und der 46. abendfüllende Trickfilm von Disney. Der Film ist nach Dinosaurier ein weiterer selbst produzierter computeranimierter Film der Walt Disney Pictures. Die Grundidee basiert auf dem Disney-Zeichentrick-Kurzfilm Chicken Little aus dem Jahr 1943. Der Film startete am 26. Januar 2006 in den deutschen Kinos.

## Handlung
In Oakey Oaks läutet Hühnchen Junior eines Tages aus heiterem Himmel die Schulglocke. Mit der Warnung, jeder solle um sein Leben rennen, versetzt er die ganze Stadt in Panik. Nachdem sich alle wieder etwas beruhigt haben, erklärt Hühnchen Junior, dass ihm ein sechseckiges Stück des Himmels auf den Kopf gefallen sei, als er unter der großen Eiche saß. Beschämt muss sein Vater Bruno Hühnchen, der legendäre Ex-Superstar des lokalen Baseballclubs, seinem Sohn klarmachen, dass es sich dabei nur um eine Eichel hat handeln können und keinerlei Gefahr droht.
Ein Jahr später wird Hühnchen Junior immer noch für die Himmel-stürzt-ein-Geschichte verspottet. Allein seine Freunde, die ebenfalls allesamt Außenseiter sind, halten zu ihm: Die geschwätzige Ente Susi Schnatter, das gefräßige Hausschwein Ed von Speck und der neugierige Austauschfisch Luigi Forello.
Um die Eichel-Schmach von damals endgültig vergessen zu lassen und seinen Vater stolz zu machen, bemüht sich Hühnchen Junior ein Star seines Baseballteams zu werden. Und tatsächlich gelingt ihm in einem wichtigen Spiel nach zwei Fehlversuchen ein Home Run. In der folgenden Nacht fällt erneut ein merkwürdiger Gegenstand vom Himmel auf seinen Kopf. Um nicht sofort wieder von allen als verrückt dargestellt zu werden, vertraut er sich diesmal nur seinen Freunden an. Als Luigi einen versteckten Knopf an dem Objekt entdeckt und ihn betätigt, fliegen beide plötzlich zurück in den Himmel. Die erstaunten Freunde folgen dem unbekannten Gegenstand um Luigi zu befreien. Sie müssen dabei feststellen, dass der ominöse Gegenstand Teil eines unsichtbaren Alien-Raumschiffs ist. Auf der Suche nach Luigi gelangen die drei Freunde auch in das Innere des Raumschiffs. Dort entdecken sie unter anderem auch eine seltsam aussehende Kreatur, die ein orangefarbenes Plüschfell und drei Augen besitzt. Sie werden von roboterähnlichen Maschinen entdeckt und flüchten aus dem Raumschiff. Auf ihrer Flucht läuten sie die Schulturm-Glocke und verursachen damit eine erneute Panik in Oakey Oaks. Wieder einmal kommen die Erwachsenen zu spät und niemand sieht das Raumschiff. Hühnchen Junior ist frustriert, dass ihm nicht einmal sein Vater glauben will. Allerdings gibt es noch ein weiteres Problem: Niemand hat mitbekommen, dass auch das orangefarbene Alien auf der Erde zurückgeblieben ist. Wie sich herausstellen soll, ist dieses Alien noch ein Kind und die Aliens im Raumschiff glauben, es wurde entführt. Also machen sie sich mit einer ganzen Flotte zurück auf den Weg nach Oakey Oaks, um das Kind zurückzuholen. So kommt es zu einer Invasion von zahlreichen Raumschiffen und die Bewohner müssen erkennen, dass Hühnchen Junior die Wahrheit erzählt hat.
Hühnchen Junior und seine Freunde beschließen, den Aliens bei der Suche nach ihrem Kind behilflich zu sein. Auch Juniors Vater unterstützt seinen Sohn bei dieser Aufgabe. Letztendlich wendet sich alles zum Guten und die Bewohner von Oakey Oaks erfahren, dass die Roboter nur ein Transportsystem der Aliens sind. Auch stellt sich heraus, dass sie schon länger immer mal wieder in Oakey Oaks vorbeischauen, weil sie sich mit Eicheln eindecken wollen.
Die Geschichte um Hühnchen Junior wird sogar von Hollywood verfilmt und zum Ende des Films kann man die Freunde dabei sehen, wie sie diesen Kinofilm im Kino anschauen. Hühnchen Junior hat sich außerdem in Susi Schnatter verliebt.

## Synchronisation
Bei der deutschen Synchronbearbeitung führte Kai Taschner Dialogregie. Es wurde sogar eigens eine österreichische Fassung hergestellt, bei der teilweise andere Sprecher zum Einsatz kamen.
| Rolle                   | Originalfassung  | Deutsche Fassung        | Österreichische Fassung |
| ----------------------- | ---------------- | ----------------------- | ----------------------- |
| Hühnchen Junior         | Zach Braff       | Kim Frank               | Kim Frank               |
| Susi Schnatter          | Joan Cusack      | Verona Pooth            | Verona Pooth            |
| Ed von Speck            | Steve Zahn       | Manuel Straube          | Manuel Straube          |
| Bruno Hühnchen          | Garry Marshall   | Markus Maria Profitlich | Markus Maria Profitlich |
| Elfie Edel              | Amy Sedaris      | Alexandra Ludwig        | Alexandra Ludwig        |
| Bürgermeister Vogelwitz | Don Knotts       | Christian Ude           | Helmut Zilk             |
| Herr Wolgemuth          | Patrick Stewart  | Leander Haußmann        | Leander Haußmann        |
| Sportlehrer             | Mark Dindal      | Boris Becker            | Boris Becker            |
| Melvin – Papa Alien     | Fred Willard     | Reinhard Brock          | Peter L. Eppinger       |
| Tina – Mama Alien       | Catherine O’Hara | Eva Röder               | Gerda Rogers            |
| Ace                     | Adam West        | Thomas Danneberg        | Thomas Danneberg        |
| Direktor Fänger         | Wallace Shawn    | Tonio von der Meden     | Tonio von der Meden     |
| Kommentatorhund         | Harry Shearer    | Pierre Peters-Arnolds   | Pierre Peters-Arnolds   |

## Hintergründe
- Das Federkleid von Hühnchen Junior besteht aus 250.000 animierten Federn.
- Nicht nur das Stück des Raumschiffs, das Hühnchen Junior auf den Kopf fällt, ist sechseckig. Sechsecke finden sich außerdem in den Schweißnähten des außer Kontrolle geratenen Wasserspeichers, im Muster auf Hühnchen Juniors Bettdecke und im Maschendraht vor dem Küchenfenster. Dabei handelt es sich um sogenannten Hühnerdraht.
- Die Geschichte wurde von Walt Disney bereits 1943 als Zeichentrick-Kurzfilm unter dem Titel Chicken Little in der Regie von Clyde Geronimi verfilmt.
- Christian Ude, die deutsche Stimme des Bürgermeisters von Oakey Oaks, war von 1993 bis 2014 Oberbürgermeister von München. Sein österreichisches Pendant Helmut Zilk war von 1984 bis 1994 Bürgermeister von Wien.
- Mit der Stimme für Susi Schnatter gab Verona Pooth ihr Debüt als Synchronsprecherin.
- Die Aliens werden in der deutschen Fassung in betont Kölnischer Mundart (Kölsch) gesprochen. U.a. von Reinhard Brock, der aus Bergisch Gladbach stammt.
- Viele Szenen beziehen sich auf andere Filme. Unter anderem werden parodiert:
  - King Kong und die weiße Frau (1933)
  - E. T. – Der Außerirdische (1982)
  - Der König der Löwen (1994)
  - Independence Day (1996)
  - Akte X – Der Film (1998)
  - Signs – Zeichen (2002)
  - Krieg der Welten (2005)
- Im März 2006 erschien die Videospiel-Umsetzung zum Kinofilm „Himmel und Huhn“ für den GameCube, die PlayStation 2, Xbox, den PC und Game Boy Advance.
- Der Film ist dem amerikanischen Comic-Zeichner und langjährigen Disney-Drehbuchautor Joe Grant gewidmet.
- Hühnchen Junior und Susi Schnatter „verliehen“ während der Oscarverleihung 2006 den Preis für den besten animierten Kurzfilm.

## Filmmusik
Im Film sind unter anderem zu hören:
- „Stir It Up“ von Patti LaBelle und Joss Stone
- „One Little Slip“ von den Barenaked Ladies
- „Ain't No Mountain High Enough“ von Diana Ross
- „It’s the End of the World as We Know It (And I Feel Fine)“ von R.E.M.
- „Don’t Go Breaking My Heart“ von Elton John und Kiki Dee
- „Wannabe“ von den Spice Girls

## Auszeichnungen
- Nominierung als bester animierter Film bei den Satellite Awards 2005
- Nominierung als bester animierter Film bei den Annie Awards 2006

## Kritiken
„Mit Madagascar und Die Unglaublichen kann das Anti-Alien-Kampfküken nicht mithalten. Aber es gibt immer noch genug zu gackern.“ Cinema
„Herrlich verrückt! In quietschbunter Kulisse entzündet ‚Himmel und Huhn‘ ein Gag-Feuerwerk mit irre komischem Slapstick und viel Gefühl – vor allem durch die herzerwärmende Vater-Sohn-Beziehung, die stark an ‚Findet Nemo‘ erinnert. Klar, die Geschichte des liebenswerten Versagers, der zum Helden mutiert, ist wenig originell; auch die Alien-Handlung kommt unvermittelt. Doch Kids werden bei cooler Musik (u. a. R.E.M.), dem zuckersüßen Huhn und den Stimmen von Kim Frank und Verona Pooth trotzdem auf ihre Kosten kommen.“ TV Movie

## DVD-/BD-Veröffentlichung
- Himmel und Huhn. Special Collection. Walt Disney Home Video Entertainment, 2006. (DVD)
- Himmel und Huhn. Walt Disney Home Video Entertainment, 2007. (BD)

## Soundtrack
- John Debney et al.: Himmel und Huhn – Deutscher Original Film-Soundtrack. Disney Enterprises/EMI, s. l. 2006, Tonträger-Nr. 0-0946-3-51941-2-8 (enthält sowohl Songs, als auch Teile der Filmmusik)